# Never Gone
Never Gone é o quinto álbum de estúdio do grupo vocal americano Backstreet Boys. Originalmente para ser lançada em 2004, a data de lançamento foi empurrada até 14 de junho de 2005 por razões desconhecidas. O álbum varia musicalmente dos seus álbuns prévios, com som pop rock. Diferentemente de álbuns prévios, o álbum apresentou instrumentos ao vivo.
O primeiro single do álbum é "Incomplete", seguido por "Just Want You To Know". O terceiro single mundial é "I Still...". Never Gone ganhou certificado de platina nos Estados Unidos. Ele vendeu 293.000 cópias durante a sua primeira semana de lançamento, e estreou em #3 na Billboard 200. No Japão, ele vendeu 528.000 cópias e foi o segundo maior álbum de artista ocidental em 2005.
Never Gone também foi lançado em formato DualDisc. A parte DVD incluí o videoclipe de "Incomplete" e os bastidores da gravação do mesmo vídeo. Uma outra edição foi lançada na Austrália em formato CD/DVD e vem com uma faixa bônus.
Em 20 de outubro de 2005 lançaram Never Gone - The Videos que incluí os bastidores do videoclipe de "Incomplete" e o video, os bastidores e as duas versões do videoclipe de "Just Want You to Know" e o single "I Still..."; incluindo os comentários do grupo. O DVD também contém um slideshow com a canção "Just Want You to Know" e uma entrevista na Alemanha falando sobre a futura turnê.

## Recepção da crítica
| Críticas profissionais | Críticas profissionais |
| Pontuações agregadas   | Pontuações agregadas   |
| Fonte                  | Avaliação              |
| ---------------------- | ---------------------- |
| Metacritic             | 40                     |
| Avaliações da crítica  |                        |
| Fonte                  | Avaliação              |
| All Music Guide        | [ 3 ]                  |
| E! Online              | [ 4 ]                  |
| Village Voice          | [ 5 ]                  |
| PopMatters             | [ 6 ]                  |
| Rolling Stone          | [ 7 ]                  |

Resposta crítica inicial de Never Gone foram geralmente negativas devido à mudança do estilo da banda pop tradicional. No Metacritic, que atribui uma classificação normalizada em cada 100 a opiniões de críticos mainstream, o álbum recebeu uma pontuação média de 40, com base em 7 comentários.

## Faixas
| Edição standard |                         |                                             |                                  |         |  |
| N.º             | Título                  | Compositor(es)                              | Produtores                       | Duração |  |
| 1.              | "Incomplete"            | Dan Muckala, Jess Cates, Lindy Robbins      | Dan Muckala                      | 3:59    |  |
| 2.              | "Just Want You to Know" | Max Martin, Lukasz Gottwald                 | Max Martin, Dr. Luke             | 3:51    |  |
| 3.              | "Crawling Back to You"  | Chris Farren, Blair Daly                    | John Fields                      | 3:43    |  |
| 4.              | "Weird World"           | John Ondrasik                               | Gregg Wattenberg                 | 4:12    |  |
| 5.              | "I Still..."            | Max Martin, Rami Yacoub                     | Max Martin, Rami                 | 3:46    |  |
| 6.              | "Poster Girl"           | Billy Mann, Rasmus Bähncke, René Tromborg   | Billy Mann                       | 3:54    |  |
| 7.              | "Lose It All"           | Alexander Barry, Shelly Peiken, Wally Gagel | John Fields                      | 4:04    |  |
| 8.              | "Climbing the Walls"    | Max Martin, Lukasz Gottwald                 | Max Martin, Lukasz Gottwald      | 3:41    |  |
| 9.              | "My Beautiful Woman"    | Paul Wiltshire, Victoria Wu                 | Paul Wiltshire                   | 3:34    |  |
| 10.             | "Safest Place to Hide"  | Tom Leonard, Robin Lerner                   | John Shanks                      | 4:38    |  |
| 11.             | "Siberia"               | Alexandra Talomaa, Max Martin, Rami         | Christian Nilsson, Johan Brorson | 4:17    |  |
| 12.             | "Never Gone"            | Gary Baker, Kevin Richardson, Steve Diamond | Mark Taylor                      | 3:45    |  |

| Edição faixa bônus |                        | |         |  |
| N.º                | Título                 | Compositor(es)                                                                                          | Duração |  |
| 13.                | "Song for the Unloved" | Billy Mann, Chris Rojas                                                                                 | 3:40    |  |
| 14.                | "Rush Over Me"         | Harvey Mason Jr., Damon Thomas, Howie Dorough, AJ McLean, Nick Carter, Kevin Richardson, Brian Littrell | 3:27    |  |
| 15.                | "Movin' On"            | Howie Dorough, Wade Robson, Nate Butler                                                                 | 3:29    |  |

| Edição "Australian Tour Edition" |                                                     |                                         |                           |         |  |
| N.º                              | Título                                              | Compositor(es)                          | Produtores                | Duração |  |
| 25.                              | "Last Night You Saved My Life" (faixa do DVD bônus) | Howie Dorough, Wade Robson, Nate Butler | David Thomas, Mark Kibble | 3:26    |  |

## Certificações
| Região         | Provedores   | Certificação | Vendas     |
| -------------- | ------------ | ------------ | ---------- |
| Estados Unidos | RIAA         | Platina      | 1,000,000+ |
| Austrália      | ARIA         | Ouro         | 35,000+    |
| Canadá         | Music Canada | Platina      | 100,000+   |
| Alemanha       | BVMI         | Ouro         | 100,000+   |
| Irlanda        | IRMA         | Ouro         | 7,500+     |
| Japão          | RIAJ         | 2× Platina   | 500,000+   |
| México         | AMPF         | Ouro         | 50,000+    |
| Portugal       | AFP          | Ouro         | 10,000+    |
| Rússia         | NFP          | Ouro         | 10,000+    |
| Suíça          | IFPI         | Ouro         | 15,000+    |
| Reino Unido    | BPI          | Ouro         | 100,000+   |

## Desempenho nas paradas musicais
| Parada musical          | Posição |
| ----------------------- | ------- |
| Canadian Albums Chart   | 1       |
| Spanish Albums Chart    | 2       |
| Billboard 200           | 3       |
| Swiss Albums Chart      | 3       |
| Dutch Albums Chart      | 3       |
| Swedish Albums Chart    | 3       |
| Oricon Albums Chart     | 3       |
| Austrian Albums Chart   | 4       |
| Italian Albums Chart    | 4       |
| Finnish Albums Chart    | 5       |
| ARIA Albums Chart       | 6       |
| Portuguese Albums Chart | 8       |
| Hungarian Albums Chart  | 8       |
| UK Albums Chart         | 11      |
| Danish Albums Chart     | 11      |